# Icosaedro tridiminuído
Em geometria, o icosaedro tridiminuído é um dos sólidos de Johnson (J63).
O nome refere-se a uma maneira de de construí-lo, removendo-se três pirâmides pentagonais de um icosaedro regular, o qual repõe três conjuntos de cinco faces triangulares do icosaedro com três faces pentagonais mutuamente adjacentes.